# Gassendorf
Gassendorf (w 1939 Uliczno Małe; ukr. Гассендорф, Улично Мале) – dawna kolonia niemiecka na Ukrainie, w obwodzie lwowskim, w rejonie drohobyckim. Obecnie część wsi Uliczno.
Założony w 1772. W II Rzeczypospolitej do 1934 samodzielna gmina jednostkowa. Następnie miejscowość należała do zbiorowej wiejskiej gminy Stebnik w powiecie drohobyckim w woj. lwowskim. Gassendorf utworzył wtedy gromadę, składającą się z miejscowości Gassendorf. 3 grudnia 1939 Gassendorf przemianowano na Uliczno Małe.
Podczas II wojny światowej włączony do Lwowa (w dystrykcie Galicja (Generalne Gubernatorstwo), gdzie wcielono go do wsi Uliczno. Po wojnie w Związku Radzieckim.